# Jean-Frédéric d'Este
Jean-Frédéric d'Este (en italien : Gianfederico d'Este), né le 1er septembre 1700 à Modène et mort le 5 juillet 1727 à Vienne, est un prince italien issu de la maison d'Este.

## Biographie
Né au palais ducal de Modène, il est le quatrième enfant de Renaud III d'Este, duc de Modène et Reggio, et de la princesse Charlotte-Félicité de Brunswick-Calenberg. Le jeune prince reçoit lors de son baptême les prénoms de son grand-père maternel, le duc Jean-Frédéric de Brunswick-Lunebourg.
Sa mère meurt en 1710 après la naissance de sa dernière fille, laissant cinq jeunes orphelins. Il grandit à Modène en compagnie de ses frères et sœurs, Bénédicte, François, Amélie et Henriette.
En 1723, à la demande de son père, son portrait au pastel est peint par Rosalba Carriera lors du séjour de l'artiste à Modène. Ce portrait, contrairement à celui de ses sœurs également réalisés par l'artiste, est aujourd'hui perdu.
Jean-Frédéric ne s'est jamais marié et n'a pas d'enfants. Il est mort le 16 septembre 1727, à Vienne, à l'âge de 26 ans.